# Il prezzo del successo (film 2017)
Il prezzo del successo (Le Prix du succès) è un film del 2017 diretto da Teddy Lussi-Modeste.

## Trama
Brahim, di un quartiere difficile, è un cabarettista emergente. Il suo successo lo deve a se stesso e all'amore che ha per Linda. Si scontra con la sua stessa famiglia quando decide di separarsi dal fratello manager il cui comportamento è andato fuori controllo. Se il fallimento può essere costoso, Brahim pagherà un prezzo ancora più alto per il successo.

## Distribuzione
Il film è stato distribuito nelle sale cinematografiche francesi a partire dal 30 agosto 2017. È stato distribuito in Italia direttamente su Netflix il 30 aprile 2018.